# کارل بشرت
 کارل بشرت (انگلیسی: Karl Bechert؛ زاده ۲۳ اوت ۱۹۰۱ درگذشته ۱ آوریل ۱۹۸۱) یک فیزیک‌دان اهل آلمان بود. 